# Мерідіан (Нью-Йорк)
Мерідіан (англ. Meridian) — селище (англ. village) в США, в окрузі Каюга штату Нью-Йорк. Населення — 287 осіб (2020).

## Географія
Мерідіан розташований за координатами 43°9′47″ пн. ш. 76°32′17″ зх. д. / 43.16306° пн. ш. 76.53806° зх. д. (43.162963, -76.538182).  За даними Бюро перепису населення США в 2010 році селище мало площу 1,79 км², уся площа — суходіл.

## Демографія
Згідно з переписом 2010 року, у селищі мешкало 309 осіб у 104 домогосподарствах у складі 84 родин. Густота населення становила 173 особи/км².  Було 113 помешкання (63/км²).
Расовий склад населення:
| - 95,8 % — білих - 0,3 % — корінних американців - 1,6 % — осіб інших рас |

До двох чи більше рас належало 2,3 %. Частка іспаномовних становила 2,3 % від усіх жителів.
За віковим діапазоном населення розподілялося таким чином: 29,1 % — особи молодші 18 років, 58,0 % — особи у віці 18—64 років, 12,9 % — особи у віці 65 років та старші. Медіана віку мешканця становила 38,4 року. На 100 осіб жіночої статі у селищі припадало 103,3 чоловіків;  на 100 жінок у віці від 18 років та старших — 102,8 чоловіків також старших 18 років.
Середній дохід на одне домашнє господарство  становив 62 807 доларів США (медіана — 61 042), а середній дохід на одну сім'ю — 66 630 доларів (медіана — 67 596). За межею бідності перебувало 7,2 % осіб, у тому числі 17,6 % дітей у віці до 18 років та 0,0 % осіб у віці 65 років та старших.
Цивільне працевлаштоване населення становило 144 особи. Основні галузі зайнятості: будівництво — 19,4 %, освіта, охорона здоров'я та соціальна допомога — 18,8 %, науковці, спеціалісти, менеджери — 12,5 %, виробництво — 9,7 %.